# Josef Michl (Chemiker)

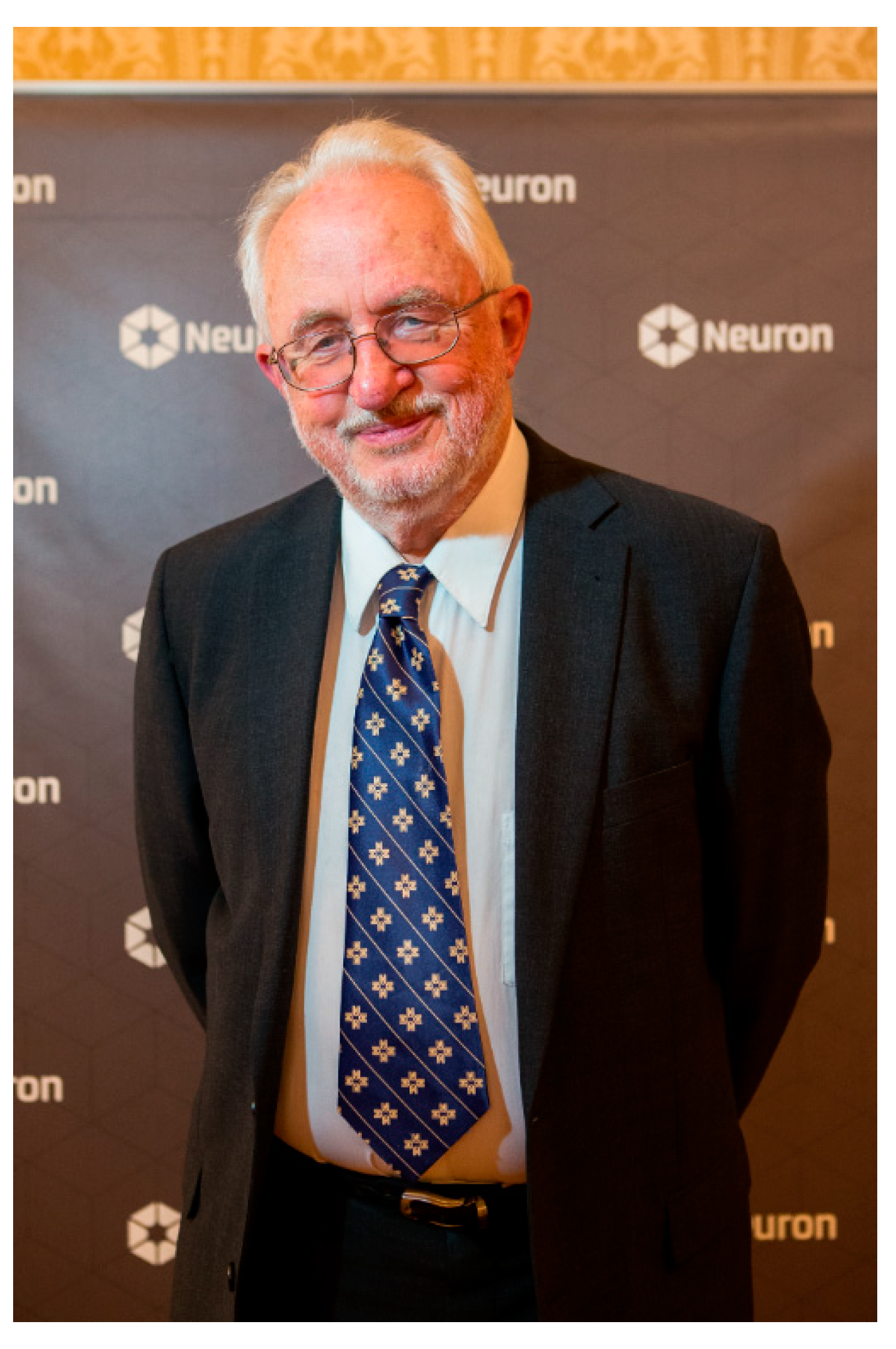
Josef Michl (2016)

Josef Michl (* 12. März 1939 in Prag; † 13. Mai 2024 ebenda) war ein tschechoslowakisch-US-amerikanischer Chemiker.

## Leben
Michl wurde in Prag geboren, das damals Hauptstadt der kurzlebigen Tschecho-slowakischen Republik (1938–1939) war, wenige Tage, bevor Nazideutschland sich den tschechischen Teil des Staates als Protektorat Böhmen und Mähren einverleibte.
Michl studierte ab 1956 an der Karls-Universität Prag Chemie und erwarb 1961 einen Master bei V. Horák und Petr Zuman. 1965 erwarb er an der Tschechoslowakischen Akademie der Wissenschaften einen Ph.D. bei Rudolf Zahradník. Als Postdoktorand arbeitete er zwischen 1965 und 1970 bei R. S. Becker an der University of Houston, bei Michael Dewar an der University of Texas at Austin und bei F. E. Harris an der University of Utah. Zwischenzeitlich war er 1967/68 Forschungsassistent am Institut für Physikalische Chemie der Tschechoslowakischen Akademie der Wissenschaften und 1968/69 Assistenzprofessor von Jan Linderberg an der Abteilung für Chemie der Universität Aarhus.
Michl emigrierte nach der Niederschlagung des Prager Frühlings 1968 aus der Tschechoslowakei. 1976 erhielt er die Staatsbürgerschaft der Vereinigten Staaten.
1970 erhielt Michl eine erste selbstständige Professur an der University of Utah in Salt Lake City (Research Associate Professor), 1971 wurde er Associate Professor, 1975 erhielt er eine ordentliche Professur. Von 1979 bis 1984 war er Dekan (Chairman). 1986 wechselte Michl an die University of Texas at Austin, blieb aber der University of Utah als außerplanmäßiger Professor (Adjunct Professor) verbunden. 1991 erhielt er einen Ruf an die University of Colorado Boulder. Ab 2006 war Michl zusätzlich als Forschungsleiter für das Institut für Organische Chemie und Biochemie der Akademie der Wissenschaften der Tschechischen Republik tätig.
Im Mai 2024 starb Michl im Alter von 85 Jahren.

## Wirken
Michl leistete während seiner Karriere wichtige Beiträge zu zahlreichen Gebieten der Chemie: theoretische und experimentelle Aspekte der organischen Photochemie, magnetischer zirkulärer Dichroismus, Chemie und Theorie der Biradikale and Biradikaloide, elektronische und Vibrations-Spektroskopie mit polarisiertem Licht, Silicium-Chemie und Elektronenstruktur seiner Bestandteile, Theorie und Experimente zum Sputtern gefrorener Gase, Herstellung, Eigenschaften und Theorie organischer Stoffwechselintermediate, Cluster-Ionen, molekulare Bausteine für supramolekulare Strukturen und Bor-Chemie.
Michl war von 1984 bis 2014 Herausgeber von Chemical Reviews. Er war Mitautor von fünf Fachbüchern zu Photochemie und Polarisations-Spektroskopie, war Autor von mehr als fünfhundertsiebzig wissenschaftlichen Publikationen und hielt elf Patente.

## Auszeichnungen (Auswahl)
- 1971–1975 Fellow der Alfred P. Sloan Foundation (Sloan Research Fellowship)
- 1984/85 Guggenheim-Stipendium
- 1986 Mitglied der National Academy of Sciences[5]
- 1990 Ehrendoktorat der Georgetown University
- 1992 Schrödinger Medal
- 1994 Heyrovský-Medaille der Akademie der Wissenschaften der Tschechischen Republik
- 1995 Goldmedaille der Karls-Universität Prag
- 1995 Ehrenmitglied der Gelehrten Gesellschaft der Tschechischen Republik
- 1996 Ehrendoktorat der Universität Pardubice
- 1999 Mitglied der American Academy of Arts and Sciences
- 2001 James Flack Norris Award der American Chemical Society
- 2001 Otto-Wichterle-Preis der Tschechischen Chemischen Gesellschaft
- 2004 Ehrendoktorat der Masaryk-Universität